# Michael Gaedt

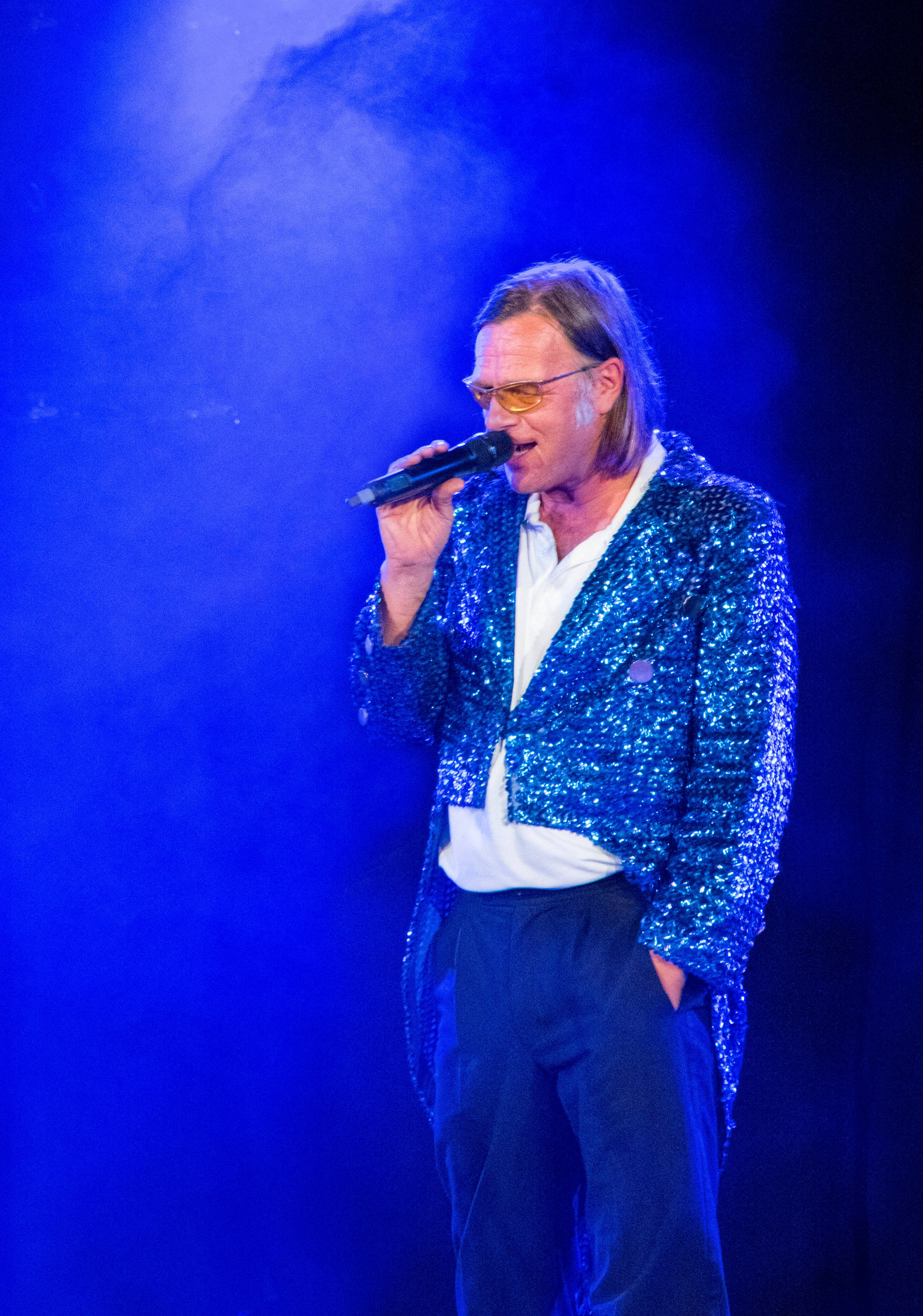
Mit „Die kleine Tierschau“ auf dem ZMF 2015 in Freiburg

Michael Gaedt (* 31. Juli 1957 in Schwäbisch Gmünd) ist ein deutscher Entertainer, Musiker, Moderator und Schauspieler.

## Leben
Gaedt wuchs in Heubach im östlichen Teil der Schwäbischen Alb auf und absolvierte eine Lehre als Steinmetz. Er verdingte sich anschließend als Schiffsjunge und Bordmechaniker.
Er ist mit der Germanistin und Journalistin Tina Gaedt verheiratet und Vater einer Tochter. Er ist ein Urenkel von Peter Paul Gaedt.

## Werdegang
Er ist Gründungsmitglied der Comedygruppe Die kleine Tierschau. Diese gründete er 1981 gemeinsam mit seinen Schulfreunden Ernst Mantel und Michael Schulig. Im Jahr 2009 schied Ernst Mantel aus der Comedygruppe aus, so dass Michael Gaedt und Michael Schulig ihre Vorstellungen zu zweit fortsetzten. Die letzten Shows spielten sie 2016 und beendeten damit Die kleine Tierschau nach 35 Jahren.
Seit den 80er Jahren ist er als Moderator tätig.
Mit dem Tatort: Bienzle und der Champion startete er 1998 als Schauspieler in Fernsehfilmen und -serien. 2006 war er mit Bienzle und der Tod in der Markthalle wieder in einem Tatort zu sehen. Seit 2009 verkörpert er den Kfz-Mechaniker und Autohändler Karl Heinz „Schrotti“ Schrothmann in der Krimireihe SOKO Stuttgart.
Außerdem stand er zwischen 2006 und 2016 in verschiedenen Musical-Produktionen auf Bühnen in Baden-Württemberg und Hessen.

## Filmografie
- 1984: Retouche
- 1985: Ausgeträumt
- 1989: Sprungbrett
- 1993: Der rasende Wasenreporter
- 1993–1994: Na Und?!
- 1995–1997: Zell-O-Fun
- 1998: Michael Gaedts kleine Flirtschule
- 1998: Tatort – Bienzle und der Champion
- 2002: MGM – Michael Gaedts Massage
- 2005: Tatort – Bienzle und der Tod in der Markthalle
- 2006: Im Netz
- seit 2009: SOKO Stuttgart
- 2009: Die Fallers – Die SWR Schwarzwaldserie
- 2010: Die Fallers – Die SWR Schwarzwaldserie
- 2012: White Pillow
- 2013: Ohne Dich / Without You
- 2014: Huck – Für eine Handvoll Euro
- 2014: Nobbie Vazquez
- 2015: Aktenzeichen XY ... ungelöst
- 2015: Metalophobia (Kurzfilm)
- 2015: Dar Al Harb (Kurzfilm)
- 2017: Offline – Das Leben ist kein Bonuslevel
- 2017: Leichtmatrosen – Drei Mann in einem Boot[5]
- 2020: Nur mit Dir zusammen
- 2020: Die Fallers – Die SWR Schwarzwaldserie
- 2020: Handbook for a Privileged European Woman (Kurzfilm)

## Theater
- 2006: Komödie im Dunkeln, Komödie im Marquart
- 2009: Out of this World, Altes Schauspielhaus Stuttgart
- 2013: Kiss me Kate, Altes Schauspielhaus Stuttgart
- 2015: Jesus Christ Superstar, Schlossfestspiele Zwingenberg
- 2015: Last Exit Memphis, Württembergische Landesbühne Esslingen
- 2016: Der Freischütz, Schlossfestspiele Zwingenberg